# 山丹镇
山丹镇，是中华人民共和国甘肃省天水市武山县下辖的一个乡镇级行政单位。
2015年，甘肃省民政厅批复同意撤销山丹乡，设立山丹镇。

## 行政区划
山丹镇下辖以下地区：
周庄村、堡子村、渭河村、车岸村、车川村、山丹村、贺店村、任门村、贾河村、漆河村、干树村、明山村、丁湾村、苏咀村、硬山村、龚山村、赵山村、任山村、阳山村、崔山村、刘屲村和漆窑村。